# Arrondissement Aubusson
Aubusson is een arrondissement van het Franse departement Creuse in de regio Nouvelle-Aquitaine. De onderprefectuur is Aubusson.

## Kantons
Het arrondissement was tot 2014 samengesteld uit de volgende kantons:
- kanton Aubusson
- kanton Auzances
- kanton Bellegarde-en-Marche
- kanton Chambon-sur-Voueize
- kanton Chénérailles
- kanton La Courtine
- kanton Crocq
- kanton Évaux-les-Bains
- kanton Felletin
- kanton Gentioux-Pigerolles
- kanton Royère-de-Vassivière
- kanton Saint-Sulpice-les-Champs

Na de herindeling van de kantons bij decreet van 17 februari 2014, met uitwerking op 22 maart 2015 omvat het arrondissement volgende kantons:
- kanton Ahun  ( deel 10/27 )
- kanton Aubusson
- kanton Auzances
- kanton Bourganeuf  ( deel 4/17 )
- kanton Évaux-les-Bains
- kanton Felletin
- kanton Gouzon  ( deel 11/25 )